# Lelików (gmina)
Lelików – dawna gmina wiejska istniejąca do 1939 roku w woj. poleskim (obecnie na Białorusi). Siedzibą gminy był Lelików.
Początkowo gmina należała do powiatu kowelskiego. 12 grudnia 1920 r. została przyłączona do nowo utworzonego powiatu koszyrskiego pod Zarządem Terenów Przyfrontowych i Etapowych. 19 lutego 1921 r. wraz z całym powiatem weszła w skład nowo utworzonego województwa poleskiego. 15 grudnia 1926 roku gmina została przyłączona do powiatu kobryńskiego w tymże województwie. 12 kwietnia 1928 roku część obszaru gminy Lelików przyłączono do gminy Wielka Hłusza. 
Po wojnie obszar gminy Lelików wszedł w struktury administracyjne Związku Radzieckiego.